# Вторая Малая
Вторая Малая — деревня в Харовском районе Вологодской области.
Входит в состав Разинского сельского поселения, с точки зрения административно-территориального деления — в Разинский сельсовет.
Расстояние по автодороге до районного центра Харовска — 41 км, до центра муниципального образования Горы — 6 км.
По данным переписи в 2002 году постоянного населения не было.